# Zeszyty Historyczne WiN-u
Zeszyty Historyczne WiN-u – czasopismo historyczne ukazujące się od 1992. Publikowane są w nim artykuły dotyczą dziejów podziemia antykomunistycznego po 1944. Wydawane jest przez Komisję Historyczną Zrzeszenia „Wolność i Niezawisłość”.

Redaktorami naczelnymi periodyku byli: Andrzej Zagórski, Janusz Kurtyka.
W 2001 „Zeszyty Historyczne WiN-u” zostały wyróżnione Nagrodą im. Jerzego Łojka.